# Baris artemisiae
Baris artemisiae är en skalbaggsart som först beskrevs av Herbst 1795.  Baris artemisiae ingår i släktet Baris, och familjen vivlar. Arten är reproducerande i Sverige.

## Bildgalleri

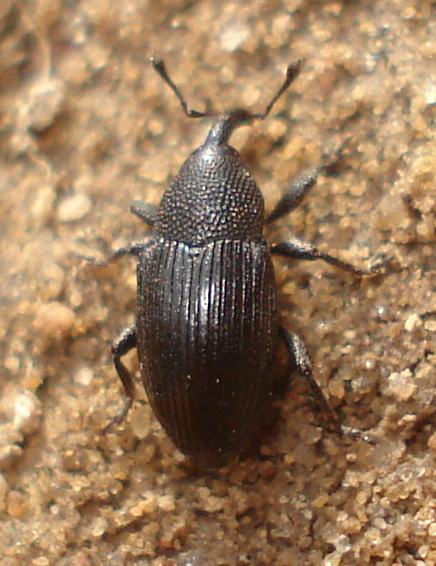
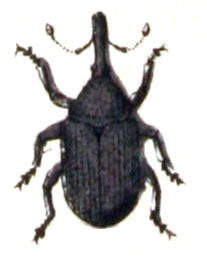